# Sol Invictus (banda)
Sol Invictus es una banda inglesa de neofolk liderada por Tony Wakeford. Wakeford ha sido el único miembro permanente del grupo, a pesar de que numerosos músicos han contribuido y colaborado con él bajo el nombre Sol Invictus a lo largo de los años.

## Historia
Tras disolver su controvertido proyecto Above the Ruins, Wakeford regresó a la escena musical con Sol Invictus en 1987. Desde entonces numerosos músicos han contribuido en Sol Invictus, incluyendo a Sarah Bradshaw, Nick Hall, Céline Marleix-Bardeau, Nathalie Van Keymeulen, Ian Read y Karl Blake.
Wakeford ha descrito a menudo su trabajo como folk noir. Con una mezcla de sonido post punk áspero, sombrío y primitivo y elementos acústicos/folk en sus comienzos, la música de la banda evolucionó gradualmente hacia un estilo exuberante y refinado, contando con intérpretes de formación clásica como Eric Roger, Matt Howden y Sally Doherty. A mediados de la década de 1990, Sol Invictus creó un proyecto paralelo llamado L'Orchestre Noir (más tarde cambiado a Orchestra Noir) para explorar una dirección de influencias aún más clásicas. En 2005 salieron de la banda los colaboradores por muchos años Roger y Blake, lo que llevó a una nueva formación que incluye a Caroline Jago, Lesley Malone y Andrew King.
En 1990 Wakeford formó su propia sello, Tursa, para lanzar su material y el de otros artistas. World Serpent Distribution Company había distribuido previamente su material a nivel mundial, a la que siguió Cold Spring Records. En julio de 2007, el sello fue relanzado en asociación con el productor y músico israelí Reeve "M" Malka. En 2009, Sol Invictus firmó con Prophecy Records. En junio de 2011, Sol Invictus anunció el fin de su asociación con Cold Spring Records y el músico Andrew King.

## Imaginería y contenido
El nombre, 'el sol invicto' en latín, deriva a los cultos romanos precristianos del 'Sol Invicto'. Escogió tal nombre porque "el sol ha sido siempre un símbolo importante y como el culto del Sol Invicto estuvo a punto de derrotar al cristianismo parecía un buen nombre" (fusionándose con Constantino I, al ser por parte de padre mitraísta y de madre cristiano). También porque "le encanta el sonido del latín".
La imaginería del grupo y el contenido de las letras, especialmente en las primeras épocas, estaba fuertemente influencia por el tradicionalismo radical con su antipatía al mundo moderno y materialista. Una influencia particular fue el filósofo Julius Evola. El título del primer disco de la banda Against the Modern World es una alusión al trabajo de Evola Revuelta contra el mundo moderno, así como la canción "Amongst the Ruins" toma su nombre de la obra Men Among the Ruins. Wakeford ha admitido "haber robado sin vergüenza" para los títulos de las canciones, a pesar de que encontró que sus libros eran "ilegibles".
Una influencia más seria fue el poeta Ezra Pound: "Creo que Pound es uno de los mejores poetas de la historia, aunque parte de su trabajo es extremadamente oscuro. Estoy en desacuerdo con su antisemitismo, pero eso no debe cegar a la gente de su valor como artista."
La banda muestra su interés por el Mitraísmo (y el paganismo en general), sintiendo una antipatía explícita hasta la cristiandad. El disco de 1997, The Blade, contiene un canto odínico, Gealdor.
Wakeford escribe de la posición melancólica del romanticismo vencido, con su lamento por la pérdida de la belleza, el amor y la cultura. Ve la influencia americana en la cultura global como un daño a Europa, algo que expresa, por ejemplo, en la canción "Death of the West", del disco con el mismo nombre.
Wakeford fue con anterioridad miembro original de Death In June junto a Douglas P., pero abandonó la banda en 1984 para publicar material propio en el disco Above the Ruins. Durante unos años se dedicó a estudios mágicos hasta retomar la música con la formación de Sol Invictus en 1987 junto a Ian Read y Karl Blake.

## Discografía
Su producción ha sido constante durante su carrera publicando trabajo nuevo prácticamente todos los años.
| Año  | Título                                   | Formato, Notas Especiales                 |
| ---- | ---------------------------------------- | ----------------------------------------- |
| 1987 | Against the Modern World                 | Mini-EP                                   |
| 1989 | In the Jaws of the Serpent               | LP en vivo                                |
| 1989 | Lex Talionis                             | Junto a Current 93 y Nurse With Wound     |
| 1989 | Fields                                   | 12" con Current 93 y Nurse With Wound     |
| 1990 | Sol Veritas Lux                          | CD                                        |
| 1990 | Abattoirs of Love                        | 7"                                        |
| 1990 | Lex Talionis                             | CD                                        |
| 1990 | Trees in Winter                          | CD/LP                                     |
| 1991 | The Killing Tide                         | CD/LP                                     |
| 1992 | Death In June/Current 93/Sol Invictus    | LP en vivo con Death In June y Current 93 |
| 1992 | Looking for Europe                       | 7"                                        |
| 1992 | The Lamp of the Invisible Light          | 7" Compilación                            |
| 1992 | Somewhere in Europe/See the Dove Fall    | 7"                                        |
| 1992 | Let Us Prey                              | CD en vivo                                |
| 1992 | Kings and Queens                         | CD                                        |
| 1994 | The Death of the West                    | CD                                        |
| 1995 | In the Rain                              | CD                                        |
| 1997 | The Blade                                | CD                                        |
| 1998 | In Europa                                | CD                                        |
| 1998 | All Things Strange and Rare              | Grandes éxitos                            |
| 1999 | In a Garden Green                        | CD                                        |
| 2000 | Trieste                                  | CD                                        |
| 2000 | Hill of Crosses                          | CD                                        |
| 2000 | Eve                                      | 7"                                        |
| 2001 | Brugge                                   | CD en vivo, 1996-02-03                    |
| 2002 | Thrones                                  | CD                                        |
| 2003 | The Giddy Whirls of Centuries            | Demos                                     |
| 2004 | The Angel                                | CD                                        |
| 2005 | The Devil's Steed                        | CD                                        |
| 2006 | Walking in the Rain on the Ostrow Tumski | Grandes éxitos                            |
| 2010 | The Bad Luck Bird/Stella Maris           | 7"                                        |
| 2011 | The Cruellest Month                      | CD                                        |
| 2014 | Once Upon a Time                         | CD                                        |
| 2017 | Ghostly Whistlings                       | Compilation 10"                           |
| 2018 | Necropolis                               | CD (Studio album)                         |